# Czernyola varicolor
Czernyola varicolor är en tvåvingeart som först beskrevs av Masahiro Sueyoshi 2006.  Czernyola varicolor ingår i släktet Czernyola och familjen träflugor. Inga underarter finns listade i Catalogue of Life.